# Lista de inscrições ao Oscar 2024 de melhor filme internacional
Esta é uma lista de inscrições ao Oscar 2024 de melhor filme internacional. A Academia de Artes e Ciências Cinematográficas (AMPAS) tem convidado as indústrias cinematográficas de vários países a apresentar seu melhor filme para o Oscar de Melhor Filme Internacional todos os anos desde que a categoria foi criada, em 1956. O prêmio é concedido anualmente pela Academia a um longa-metragem produzido fora dos Estados Unidos e que contém, principalmente, diálogos em qualquer idioma que não seja a língua inglesa. O Comitê do Prêmio de Melhor Filme Internacional supervisiona o processo e analisa todos os filmes enviados. A categoria era anteriormente chamada de Melhor Filme Estrangeiro, mas foi alterada em 2019 para Melhor Filme Internacional após a Academia considerar que a palavra "estrangeiro" estava desatualizada.
Para concorrer no Oscar de 2024, os filmes inscritos devem ter sido lançados nos cinemas em seus respectivos países entre 1º de dezembro de 2022 e 31 de outubro de 2023. O prazo para o envio das inscrições à Academia foi 2 de outubro de 2023. Noventa e dois países inscreveram filmes, e oitenta e oito foram considerados elegíveis pela AMPAS e selecionados para a eleição. A Namíbia submeteu um filme pela primeira vez, e a Burkina Faso submeteu um filme pela primeira vez desde 1989.
A lista de 15 filmes foi anunciada em 21 de dezembro de 2023, seguida pelas indicações oficiais em 23 de janeiro de 2024. Tanto o Brasil, representado por Retratos Fantasmas, quanto Portugal, por Mal Viver, ficaram de fora da lista que continha os representantes dos seguintes países: Alemanha, Armênia, Butão, Dinamarca, Espanha, Finlândia, França, Islândia, Itália, Japão, México, Marrocos, Reino Unido, Tunísia e Ucrânia.

## Filmes inscritos
| País                 | Título usado na inscrição                                           | Título original                                                     | Idioma(s)                              | Diretor(es)                        | Resultado       |
| -------------------- | ------------------------------------------------------------------- | ------------------------------------------------------------------- | -------------------------------------- | ---------------------------------- | --------------- |
| Albânia              | Alexander                                                           | Alexander                                                           | Albanês, inglês                        | Ardit Sadiku                       | Não Indicado    |
| Alemanha             | The Teachers' Lounge                                                | Das Lehrerzimmer                                                    | Alemão, inglês, polonês                | İlker Çatak                        | Indicado        |
| Arábia Saudita       | Alhamour H.A.                                                       | الھامور ح.ع                                                         | Árabe                                  | Abdulelah Alqurashi                | Não Indicado    |
| Argentina            | The Delinquents                                                     | Los delincuentes                                                    | Espanhol                               | Rodrigo Moreno                     | Não Indicado    |
| Armênia              | Amerikatsi                                                          | Ամերիկացի                                                           | Armênio, inglês, russo                 | Michael A. Goorjian                | Pré-indicado    |
| Austrália            | Shayda                                                              | Shayda                                                              | Persa, inglês                          | Noora Niasari                      | Não Indicado    |
| Áustria              | Vera                                                                | Vera                                                                | Italiano                               | Tizza Covi e Rainer Frimmel        | Não Indicado    |
| Bangladesh           | No Ground Beneath the Feet                                          | পায়ের তলায় মাটি নাই                                                       | Bengali                                | Mohammad Rabby Mridha              | Não Indicado    |
| Bélgica              | Omen                                                                | Augure                                                              | Francês, suaíli, lingala               | Baloji                             | Não Indicado    |
| Bolívia              | The Visitor                                                         | El visitante                                                        | Espanhol                               | Martín Boulocq                     | Não Indicado    |
| Bósnia e Herzegovina | Excursion                                                           | Ekskurzija                                                          | Bósnio                                 | Una Gunjak                         | Não Indicado    |
| Brasil               | Pictures of Ghosts                                                  | Retratos Fantasmas                                                  | Português                              | Kleber Mendonça Filho              | Não Indicado    |
| Bulgária             | Blaga's Lessons                                                     | Уроците на Блага                                                    | Búlgaro                                | Stephan Komandarev                 | Não Indicado    |
| Burquina Fasso       | Sira                                                                | Sira                                                                | Francês, fula                          | Apolline Traoré                    | Não Indicado    |
| Butão                | The Monk and the Gun                                                | The Monk and the Gun                                                | Dzongkha, inglês                       | Pawo Choyning Dorji                | Pré-indicado    |
| Camarões             | Half Heaven                                                         | Half Heaven                                                         | Pidgin camaronês                       | Enah Johnscott                     | Não Indicado    |
| Canadá               | Rojek                                                               | Rojek                                                               | Curdo, inglês, árabe, francês, alemão  | Zaynê Akyol                        | Não Indicado    |
| Chile                | The Settlers                                                        | Los colonos                                                         | Espanhol, inglês                       | Felipe Gálvez Haberle              | Não Indicado    |
| China                | The Wandering Earth II                                              | 流浪地球2                                                           | Mandarim                               | Frant Gwo                          | Não Indicado    |
| Colômbia             | Un varón                                                            | Un varón                                                            | Espanhol                               | Fabián Hernández                   | Não Indicado    |
| Costa Rica           | I Have Electric Dreams                                              | Tengo sueños eléctricos                                             | Espanhol                               | Valentina Maurel                   | Não Indicado    |
| Croácia              | Rastros                                                             | Tragovi                                                             | Croata                                 | Dubravka Turić                     | Não Indicado    |
| Cuba                 | Nelsito's World                                                     | El mundo de Nelsito                                                 | Espanhol                               | Fernando Pérez                     | Desclassificado |
| Chéquia              | Brothers                                                            | Bratři                                                              | Tcheco                                 | Tomáš Mašín                        | Não Indicado    |
| Dinamarca            | The Promised Land                                                   | Bastarden                                                           | Dinamarquês                            | Nikolaj Arcel                      | Pré-indicado    |
| República Dominicana | Cuarencena                                                          | Cuarencena                                                          | Espanhol                               | David Maler                        | Não Indicado    |
| Egito                | Voy! Voy! Voy!                                                      | !فوي! فوي! فوي                                                      | Árabe                                  | Omar Hilal                         | Não Indicado    |
| Estónia              | Smoke Sauna Sisterhood                                              | Savvusanna sõsarad                                                  | Estoniano, seto, võro                  | Anna Hints                         | Não Indicado    |
| Finlândia            | Fallen Leaves                                                       | Kuolleet lehdet                                                     | Finlandês                              | Aki Kaurismäki                     | Pré-indicado    |
| França               | The Taste of Things                                                 | La Passion de Dodin Bouffant                                        | Francês                                | Trần Anh Hùng                      | Pré-indicado    |
| Geórgia              | Citizen Saint                                                       | მოქალაქე წმინდანი                                                   | Georgiano                              | Tinatin Kajrishvili                | Não Indicado    |
| Grécia               | Behind the Haystacks                                                | Πίσω από τις θημωνιές                                               | Grego                                  | Asimina Proedrou                   | Não Indicado    |
| Hong Kong            | A Light Never Goes Out                                              | 燈火闌珊                                                            | Cantonês                               | Anastasia Tsang                    | Desclassificado |
| Hungria              | Four Souls of Coyote                                                | Kojot négy lelke                                                    | Húngaro                                | Áron Gauder                        | Não Indicado    |
| Islândia             | Godland                                                             | Volaða land / Vanskabte Land                                        | Dinamarquês, islandês                  | Hlynur Pálmason                    | Pré-indicado    |
| Índia                | 2018 – Everyone Is a Hero                                           | 2018: എവരിവൺ ഇസ് എ ഹീറോ                                                 | Malayalam                              | Jude Anthany Joseph                | Não Indicado    |
| Indonésia            | Autobiography                                                       | Autobiography                                                       | Indonésio                              | Makbul Mubarak                     | Não Indicado    |
| Irão                 | The Night Guardian                                                  | نگهبان شب                                                           | Persa                                  | Reza Mirkarimi                     | Não Indicado    |
| Iraque               | Hanging Gardens                                                     | جنائن معلقة                                                         | Árabe                                  | Ahmed Yassin Al Daradji            | Não Indicado    |
| Irlanda              | In the Shadow of Beirut                                             | In the Shadow of Beirut                                             | Árabe                                  | Stephen Gerard Kelly e Garry Keane | Não Indicado    |
| Israel               | Seven Blessings                                                     | שבע ברכות                                                           | Hebraico, árabe, francês               | Ayelet Menahemi                    | Não Indicado    |
| Itália               | Io capitano                                                         | Io capitano                                                         | Wolof, francês                         | Matteo Garrone                     | Indicado        |
| Japão                | Perfect Days                                                        | Perfect Days                                                        | Japonês                                | Wim Wenders                        | Indicado        |
| Jordânia             | Inshallah a Boy                                                     | إن شاء الله ولد                                                     | Árabe                                  | Amjad Al-Rasheed                   | Não Indicado    |
| Quênia               | Mvera                                                               | Mvera                                                               | Suaíli, inglês                         | Daudi Anguka                       | Não Indicado    |
| Quirguistão          | This Is What I Remember                                             | Эсимде                                                              | Quirguiz                               | Aktan Abdykalykov                  | Desclassificado |
| Letônia              | My Freedom                                                          | Mana Brīvība                                                        | Letão                                  | Ilze Kunga-Melgaile                | Não Indicado    |
| Lituânia             | Slow                                                                | Tu man nieko neprimeni                                              | Lituano, inglês                        | Marija Kavtaradzė                  | Não Indicado    |
| Luxemburgo           | The Last Ashes                                                      | Läif a Séil                                                         | Luxemburguês                           | Loïc Tanson                        | Não Indicado    |
| Malásia              | Tiger Stripes                                                       | Tiger Stripes                                                       | Malaio                                 | Amanda Nell Eu                     | Não Indicado    |
| México               | Tótem                                                               | Tótem                                                               | Espanhol                               | Lila Avilés                        | Pré-indicado    |
| Moldávia             | Thunders                                                            | Tunete                                                              | Romeno                                 | Ioane Bobeica                      | Não Indicado    |
| Mongólia             | City of Wind                                                        | Сэр сэр салхи                                                       | Mongol                                 | Lkhagvadulam Purev-Ochir           | Não Indicado    |
| Montenegro           | Sirin                                                               | Sirin                                                               | Sérvio-croata                          | Senad Šahmanović                   | Não Indicado    |
| Marrocos             | The Mother of All Lies                                              | كذب أبيض                                                            | Árabe                                  | Asmae El Moudir                    | Pré-indicado    |
| Namíbia              | Under the Hanging Tree                                              | Under the Hanging Tree                                              | Africâner, alemão, inglês              | Perivi Katjavivi                   | Não Indicado    |
| Nepal                | Halkara                                                             | हलकारा                                                                | Nepali                                 | Bikram Sapkota                     | Não Indicado    |
| Países Baixos        | Sweet Dreams                                                        | Sweet Dreams                                                        | Holandês, indonésio                    | Ena Sendijarević                   | Não Indicado    |
| Níger                | Mami Wata                                                           | Mami Wata                                                           | Fon                                    | C.J. Obasi                         | Não Indicado    |
| Macedônia do Norte   | Housekeeping for Beginners                                          | Домаќинство за почетници                                            | Macedônio, romeno, albanês             | Goran Stolevski                    | Não Indicado    |
| Noruega              | Songs of Earth                                                      | Fedrelandet                                                         | Norueguês                              | Margreth Olin                      | Não Indicado    |
| Paquistão            | In Flames                                                           | ان فلیمز                                                            | Urdu                                   | Zarrar Kahn                        | Não Indicado    |
| Palestina            | Bye Bye Tiberias                                                    | باي باي طبريا                                                       | Francês, árabe                         | Lina Soualem                       | Não Indicado    |
| Panamá               | Tito, Margot & Me                                                   | Tito, Margot y Yo                                                   | Espanhol, inglês                       | Mercedes Arias e Delfina Vidal     | Não Indicado    |
| Paraguai             | The Last Runway 2, Commando Yaguarete                               | Leal 2, Comando Yaguareté                                           | Espanhol                               | Armando Aquino e Mauricio Rial     | Não Indicado    |
| Peru                 | The Erection of Toribio Bardelli                                    | La erección de Toribio Bardelli                                     | Espanhol                               | Adrián Saba                        | Não Indicado    |
| Filipinas            | The Missing                                                         | Iti Mapukpukaw                                                      | Ilocano, filipino                      | Carl Joseph Papa                   | Não Indicado    |
| Polónia              | The Peasants                                                        | Chłopi                                                              | Polonês                                | DK Welchman e Hugh Welchman        | Não Indicado    |
| Portugal             | Bad Living                                                          | Mal Viver                                                           | Português                              | João Canijo                        | Não Indicado    |
| Roménia              | Do Not Expect Too Much from the End of the World                    | Nu aștepta prea mult de la sfârșitul lumii                          | Romeno                                 | Radu Jude                          | Não Indicado    |
| Senegal              | Banel & Adama                                                       | Banel et Adama                                                      | Pular, francês                         | Ramata-Toulaye Sy                  | Não Indicado    |
| Sérvia               | The Duke and the Poet                                               | Што се боре мисли моје                                              | Sérvio                                 | Milorad Milinković                 | Não Indicado    |
| Singapura            | The Breaking Ice                                                    | 燃冬                                                                | Mandarim, coreano                      | Anthony Chen                       | Não Indicado    |
| Eslováquia           | Photophobia                                                         | Svetloplachosť                                                      | Ucraniano, russo                       | Ivan Ostrochovský e Pavol Pekarčík | Não Indicado    |
| El Salvador          | Riders                                                              | Jezdeca                                                             | Eslovênio                              | Dominik Mencej                     | Não Indicado    |
| África do Sul        | Music Is My Life – Dr. Joseph Shabalala and Ladysmith Black Mambazo | Music Is My Life – Dr. Joseph Shabalala and Ladysmith Black Mambazo | Inglês, zulu                           | Mpumi Mbele                        | Não Indicado    |
| Coreia do Sul        | Concrete Utopia                                                     | 콘크리트 유토피아                                                   | Coreano                                | Um Tae-hwa                         | Não Indicado    |
| Espanha              | Society of the Snow                                                 | La sociedad de la nieve                                             | Espanhol                               | J.A. Bayona                        | Indicado        |
| Sudão                | Goodbye Julia                                                       | وداعا جوليا                                                         | Árabe                                  | Mohamed Kordofani                  | Não Indicado    |
| Suécia               | Opponent                                                            | Motståndaren                                                        | Sueco, persa                           | Milad Alami                        | Não Indicado    |
| Suíça                | Thunder                                                             | Foudre                                                              | Francês                                | Carmen Jaquier                     | Não Indicado    |
| Taiwan               | Marry My Dead Body                                                  | 關於我和鬼變成家人的那件事                                          | Mandarim, taiwandês                    | Cheng Wei-hao                      | Não Indicado    |
| Tajiquistão          | Melody                                                              | Мелодия                                                             | Persa                                  | Behrouz Sebt Rasoul                | Não Indicado    |
| Tailândia            | Not Friends                                                         | เพื่อน(ไม่)สนิท                                                         | Tailandês                              | Atta Hemwadee                      | Não Indicado    |
| Tunísia              | Four Daughters                                                      | بنات ألفة                                                           | Árabe                                  | Kaouther Ben Hania                 | Pré-indicado    |
| Turquia              | About Dry Grasses                                                   | Kuru Otlar Üstüne                                                   | Turco                                  | Nuri Bilge Ceylan                  | Não Indicado    |
| Ucrânia              | 20 Days in Mariupol                                                 | 20 днів у Маріуполі                                                 | Ucraniano, russo, inglês               | Mstyslav Chernov                   | Pré-indicado    |
| Reino Unido          | The Zone of Interest                                                | The Zone of Interest                                                | Alemão, polonês, iídiche               | Jonathan Glazer                    | Venceu          |
| Uruguai              | Family Album                                                        | Temas propios                                                       | Espanhol                               | Guillermo Rocamora                 | Não Indicado    |
| Venezuela            | The Shadow of the Sun                                               | La sombra del sol                                                   | Espanhol, língua venezuelana de sinais | Miguel Ángel Ferrer                | Não Indicado    |
| Vietname             | Glorious Ashes                                                      | Tro tàn rực rỡ                                                      | Vietnamita                             | Bùi Thạc Chuyên                    | Não Indicado    |
| Iêmen                | The Burdened                                                        | المرهقون                                                            | Árabe                                  | Amr Gamal                          | Não Indicado    |